# Жилсън Варела
Жилсън Варела, известен и само като Жилсън, е кабовердиански футболист, който играе за португалския Униао Сантарем.

## Кариера
Прави своя професионален дебют в Сегунда Лига за Ориентал на 15 август 2015 г. в мач срещу втория отбор на Виктория Гимараеш.
На 11 юли 2018 г. Варела подписва с българския клуб Етър, за който играе 8 мача в Първа Лига.